# 新屋 (大字)
新屋，臺灣台語口語上稱為新厝仔，是臺灣桃園市新屋區的一個傳統地域名稱，也是全區主聚落與行政中心所在地，位於該區中部偏東。相較於今日行政區，其範圍大致包括新屋里、新生里、後湖里。

## 歷史
台灣清治末期至日治初期，新屋地區為一街庄，稱為「新屋庄」，隸屬於竹北二堡。該庄北與石磊仔庄為鄰，東與北勢庄為鄰，東南與九斗庄為鄰，南邊及西南邊為東勢庄，西北邊為下田心仔庄。
1901年（日治明治三十四年）11月，全台廢縣廳改設二十廳，該庄隸屬於桃仔園廳。1903年（明治三十六年），改名桃園廳。1909年（明治四十二年）10月，合併二十廳為十二廳，該庄隸屬不變。1920年（大正九年），廢十二廳改設五州二廳，該庄改制為「新屋」大字，隸屬於新竹州中壢郡新屋庄，大字下有「新屋」、「後湖」小字名。1941年，楊梅庄升格為楊梅街。
戰後新屋庄改制為新屋鄉，隸屬於新竹縣，大字亦改制為村。1950年桃、竹、苗分治，新屋鄉改隸屬於桃園縣。2014年12月，桃園縣升格為直轄桃園市，新屋鄉改制為新屋區，村亦改制為里。

## 交通

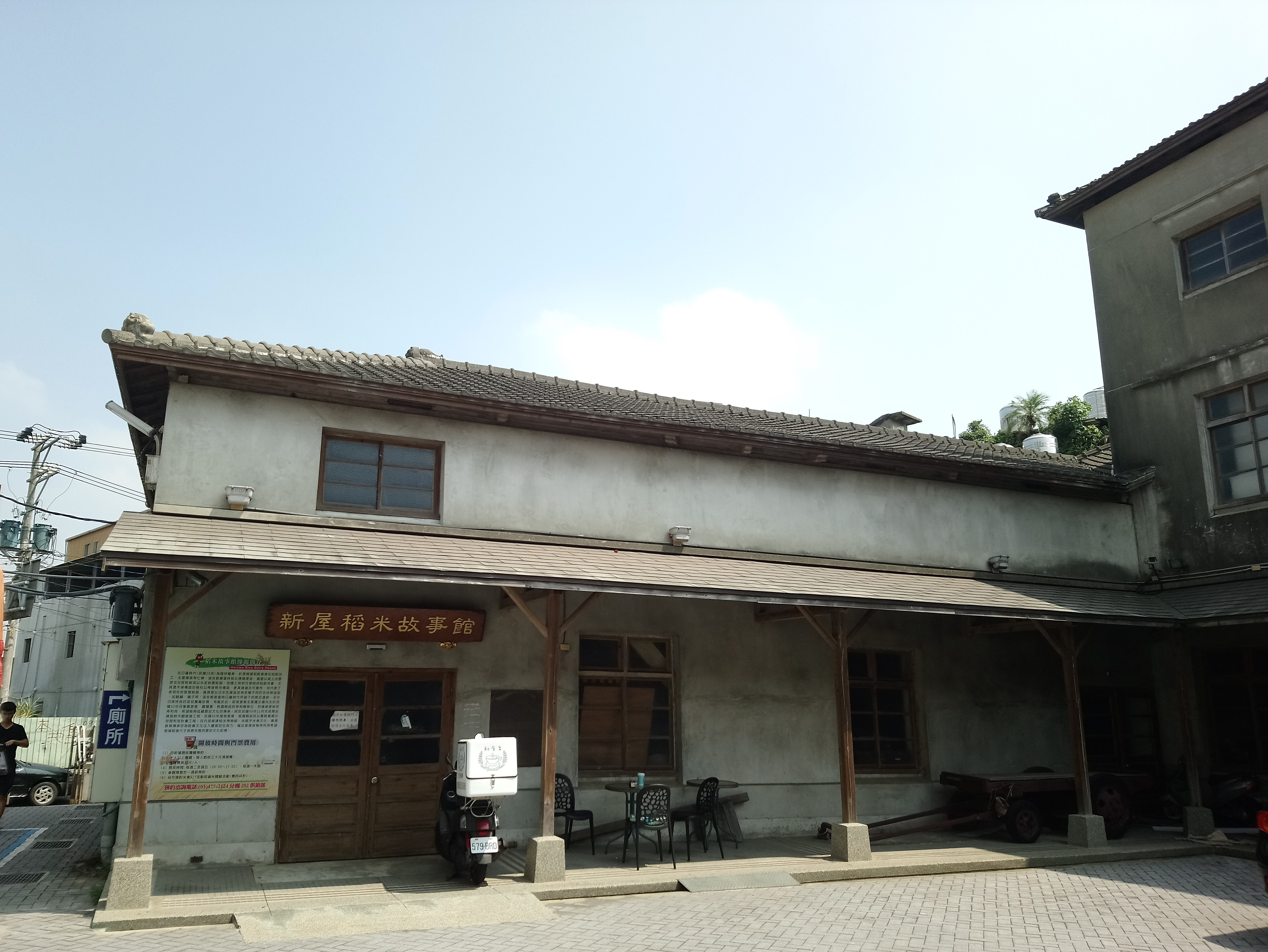
新屋農會倉庫

- 市道114號是新屋永安漁港至板橋光復橋的道路，大致以西北西—東南東走向經過新屋地區南部，向西可前往永安漁港，向東可前往中壢、鶯歌、板橋等地。
- 市道115號是觀音至芎林的道路，大致以北北西—南南東走向經過本地區東南部，向北可前往觀音，向南可前往楊梅、新埔、芎林，續行延伸道路過頭前溪橋可通往省道台68線（東西向快速公路－南寮竹東線）的芎林交流道。

## 學校
- 新屋國中
- 新屋國小